# Sekretariatet for FN's højkommissær for menneskerettigheder
Sekretariatet for FN’s højkommissær for menneskerettigheder (United Nations Office of the High Commissioner for Human Rights; OHCHR) er et FN-sekretariat der arbejder på global udbredelse og beskyttelse af menneskerettigheder der er garanteret under international lov og angivet i FN's Verdenserklæring om Menneskerettighederne fra 1948.
På opfordring af USA blev OHCHR grundlagt i 1993 af FN's generalforsamling. Sekretariatet har hovedsæde i Genève, Schweiz og er under ledelse af FN’s Højkommissær for Menneskerettigheder, den østrigske advokat Volker Türk.